# 李树芬 (医生)

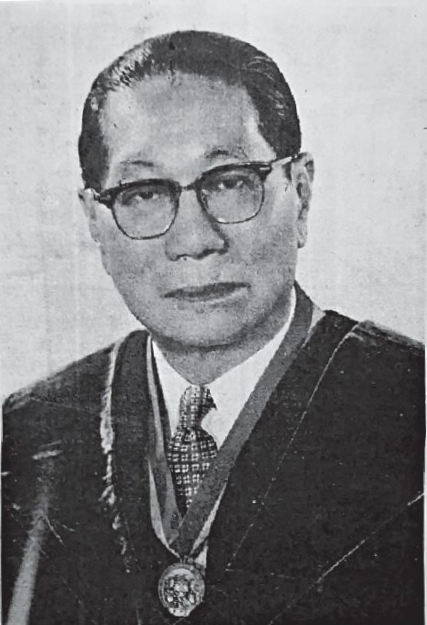
李樹芬

李树芬（1887年1月12日—1966年11月24日），广东台山附城镇人，著名外科医生。曾任香港中华医学会会长。
1905年参加中国同盟会。1908年于香港西醫書院毕业，获內外全科醫學士衔。中华民国成立後，任卫生部长兼临时总统府医事顾问。1923年出任广东公医学院院长；1926年出任香港养和医院董事长兼院长。
1934年被任為太平紳士，1932年至1937年擔任潔淨局議員。